# KANZAI BOYA
《KANZAI BOYA》是日本二人組合近畿小子的第42張單曲，於2020年6月17日由傑尼斯娛樂唱片公司發行。

## 概要
單曲曲名是在KinKi Kids誕生前，由已故傑尼斯社長傑尼·喜多川所取的團名。原本是在2019年底，相隔2年舉辦的東京巨蛋演唱會「ThanKs 2 YOU」單元企劃中，由堂本剛作詞作曲的一段Funk曲目，因為堂本光一的提議而決定製成單曲。對此光一表示「當時雖然認為『這不會太俗了嗎？』，現在回想起來，喜多川社長所命名的KANZAI BOYA令人戀舊不已是發行的契機」。
另外，發行日原定為“光一與剛第一次見面的日子”的5月5日，但因為嚴重特殊傳染性肺炎疫情擴大，為遵從日本政府發佈的緊急事態宣言而將發行日延後至同年6月17日。
此作分別以初回版A、初回版B和普通版3種形態販售。初回版A的特典Blu-ray/DVD收錄了主打歌「KANZAI BOYA」的MV及拍攝花絮；初回版B附贈了KANZAI BOYA周邊帽子；普通版除了主打歌外還收錄了由DJ松永、G、U-Key zone 3人所打造的混音版。另外首波出貨的版本還附有KANZAI BOYA LOGO貼紙。

## 排行榜成績
於2020年6月29日公佈的「Oricon銷量榜週間單曲排行榜」中初登場獲得第一名，首周的銷售量為18.7萬張，刷新了組合所保持的金氏世界紀錄，成為自出道以來新入Oricon銷量榜即奪取週榜第一名的連續第42張單曲。
同年6月29日，於Billboard JAPAN TOP Singles Sales及Billboard JAPAN Hot 100獲得綜合冠軍。

## 收錄內容

### 初回版A
CD
1. KANZAI BOYA  [3:13]
  - 作词・作曲：堂本剛
  - 編曲：堂本剛・Gakushi・SASUKE
  - 朝日電視台『今ちゃんの「実は・・・」（日语：今ちゃんの「実は・・・」）』5月份片尾曲
2. KANZAI BOYA -Backing Track-

Blu-ray/DVD
- 「KANZAI BOYA」Music Clip & Making

### 初回版B
CD
1. KANZAI BOYA
2. KANZAI BOYA (molmol DUB)

周邊
- KANZAI BOYA CAP

### 普通版（CD ONLY）
1. KANZAI BOYA
2. KANZAI BOYA（DJ松永 Remix）
3. KANZAI BOYA（G Remix）
4. KANZAI BOYA（U-Key zone Remix）